# Annabelle McIntyre
Annabelle McIntyre, född den 13 september 1996 i Subiaco, är en australisk roddare.

## Karriär
Vid olympiska sommarspelen 2020 i Tokyo ingick Annabelle McIntyre i det australiska lag som tog guld i fyra utan styrman. Vid olympiska sommarspelen 2024 i Paris tog hon brons tillsammans med Jessica Morrison i tvåa utan styrman.